# Grand Prix Formule 1 van Oostenrijk 2016
De Grand Prix Formule 1 van Oostenrijk 2016 werd gehouden op 3 juli 2016 op de Red Bull Ring. Het was de negende race van het kampioenschap.

## Vrije trainingen

### Uitslagen
- Er wordt enkel de top-5 weergegeven.

| Vrije training 1 | Pos | No | Coureur          | Constructeur         | Tijd     |
| ---------------- | --- | -- | ---------------- | -------------------- | -------- |
| Vrije training 1 | 1   | 6  | Nico Rosberg     | Mercedes             | 1:07.373 |
| Vrije training 1 | 2   | 44 | Lewis Hamilton   | Mercedes             | 1:07.730 |
| Vrije training 1 | 3   | 5  | Sebastian Vettel | Ferrari              | 1:08.022 |
| Vrije training 1 | 4   | 7  | Kimi Räikkönen   | Ferrari              | 1:08.222 |
| Vrije training 1 | 5   | 3  | Daniel Ricciardo | Red Bull-TAG Heuer   | 1:08.528 |
| Vrije training 2 | Pos | No | Coureur          | Constructeur         | Tijd     |
| Vrije training 2 | 1   | 6  | Nico Rosberg     | Mercedes             | 1:07.967 |
| Vrije training 2 | 2   | 44 | Lewis Hamilton   | Mercedes             | 1:07.986 |
| Vrije training 2 | 3   | 27 | Nico Hülkenberg  | Force India-Mercedes | 1:08.580 |
| Vrije training 2 | 4   | 5  | Sebastian Vettel | Ferrari              | 1:08.589 |
| Vrije training 2 | 5   | 3  | Daniel Ricciardo | Red Bull-TAG Heuer   | 1:08.649 |
| Vrije training 3 | Pos | No | Coureur          | Constructeur         | Tijd     |
| Vrije training 3 | 1   | 5  | Sebastian Vettel | Ferrari              | 1:07.098 |
| Vrije training 3 | 2   | 7  | Kimi Räikkönen   | Ferrari              | 1:07.234 |
| Vrije training 3 | 3   | 44 | Lewis Hamilton   | Mercedes             | 1:07.308 |
| Vrije training 3 | 4   | 3  | Daniel Ricciardo | Red Bull-TAG Heuer   | 1:07.639 |
| Vrije training 3 | 5   | 33 | Max Verstappen   | Red Bull-TAG Heuer   | 1:07.761 |

Testcoureurs in vrije training 1:
 Alfonso Celis Jr. (Force India-Mercedes, P22)

## Kwalificatie
Lewis Hamilton behaalde voor Mercedes zijn vijfde pole position van het jaar door teamgenoot Nico Rosberg te verslaan in een kwalificatiesessie die van natte naar droge omstandigheden veranderde. Nico Hülkenberg kwalificeerde zich mede hierdoor voor Force India knap op de derde plaats, voor de Ferrari van Sebastian Vettel, de McLaren van Jenson Button en de Ferrari van Kimi Räikkönen op de zesde plek. De top 10 werd afgesloten door de teams van Red Bull en Williams, met de Red Bulls van Daniel Ricciardo en Max Verstappen als zevende en negende en het Williams-duo Valtteri Bottas en Felipe Massa als achtste en tiende.
Na afloop van de kwalificatie kregen twee coureurs vijf startplaatsen straf voor het wisselen van hun versnellingsbak. Sebastian Vettel kondigde voorafgaand aan het raceweekend al aan dat hij zijn bak zou vervangen, terwijl Nico Rosberg na een crash in de derde vrije training ook een nieuwe versnellingsbak in zijn auto moest laten zetten. Tevens kregen Renault-coureur Jolyon Palmer, MRT-coureur Rio Haryanto en Sauber-coureur Felipe Nasr drie startplaatsen straf omdat zij tijdens de kwalificatie te hard reden tijdens een gele vlag-situatie. Toro Rosso-coureur Daniil Kvjat maakte een zware crash mee aan het eind van Q1, waardoor hij een nieuw chassis kreeg en vanuit de pitstraat moest starten.

### Kwalificatie-uitslag
| Pos                 | No | Coureur           | Constructeur         | Q1       | Q2        | Q3       | Grid |
| ------------------- | -- | ----------------- | -------------------- | -------- | --------- | -------- | ---- |
| 1                   | 44 | Lewis Hamilton    | Mercedes             | 1:06.947 | 1:06.228  | 1:07.922 | 1    |
| 2                   | 6  | Nico Rosberg      | Mercedes             | 1:06.516 | 1:06.403  | 1:08.465 | 6    |
| 3                   | 27 | Nico Hülkenberg   | Force India-Mercedes | 1:07.385 | 1:07.257  | 1:09.285 | 2    |
| 4                   | 5  | Sebastian Vettel  | Ferrari              | 1:06.761 | 1:06.602  | 1:09.781 | 9    |
| 5                   | 22 | Jenson Button     | McLaren-Honda        | 1:07.653 | 1:07.572  | 1:09.900 | 3    |
| 6                   | 7  | Kimi Räikkönen    | Ferrari              | 1:07.240 | 1:06.940  | 1:09.901 | 4    |
| 7                   | 3  | Daniel Ricciardo  | Red Bull-TAG Heuer   | 1:07.500 | 1:06.840  | 1:09.980 | 5    |
| 8                   | 77 | Valtteri Bottas   | Williams-Mercedes    | 1:07.148 | 1:06.911  | 1:10.440 | 7    |
| 9                   | 33 | Max Verstappen    | Red Bull-TAG Heuer   | 1:07.131 | 1:06.866  | 1:11.153 | 8    |
| 10                  | 19 | Felipe Massa      | Williams-Mercedes    | 1:07.419 | 1:07.145  | 1:11.977 | Pit  |
| 11                  | 21 | Esteban Gutiérrez | Haas-Ferrari         | 1:07.660 | 1:07.578  |          | 11   |
| 12                  | 94 | Pascal Wehrlein   | MRT-Mercedes         | 1:07.565 | 1:07.700  |          | 12   |
| 13                  | 8  | Romain Grosjean   | Haas-Ferrari         | 1:07.662 | 1:07.850  |          | 13   |
| 14                  | 14 | Fernando Alonso   | McLaren-Honda        | 1:07.671 | 1:08.154  |          | 14   |
| 15                  | 55 | Carlos Sainz jr.  | Toro Rosso-Ferrari   | 1:07.618 | geen tijd |          | 15   |
| 16                  | 11 | Sergio Pérez      | Force India-Mercedes | 1:07.657 | geen tijd |          | 16   |
| 17                  | 20 | Kevin Magnussen   | Renault              | 1:07.941 |           |          | 17   |
| 18                  | 30 | Jolyon Palmer     | Renault              | 1:07.965 |           |          | 19   |
| 19                  | 88 | Rio Haryanto      | MRT-Mercedes         | 1:08.026 |           |          | 20   |
| 20                  | 26 | Daniil Kvjat      | Toro Rosso-Ferrari   | 1:08.409 |           |          | Pit  |
| 21                  | 9  | Marcus Ericsson   | Sauber-Ferrari       | 1:08.418 |           |          | 18   |
| 22                  | 12 | Felipe Nasr       | Sauber-Ferrari       | 1:08.446 |           |          | Pit  |
| 107% tijd: 1:11.172 |    |                   |                      |          |           |          |      |

## Race

### Verslag
De race eindigde in een climax. Nico Rosberg reed op kop, maar in de laatste rondjes kwam Lewis Hamilton plotseling dichterbij. In de hairpin van de laatste ronde deed Hamilton zijn inhaalpoging, hij koos de buitenkant van de bocht, maar Rosberg poogde zijn teamgenoot achter zich te houden. De twee Mercedes auto's raakten elkaar, en Rosberg liep daarbij schade aan zijn voorvleugel op. Hamilton passeerde Rosberg en won. Rosberg stuurde hierna zijn beschadigde Mercedes met vertraagde snelheid richting de finish. Max Verstappen kreeg hierdoor de tweede plaats in handen, en bleef Kimi Räikkönen nipt voor. Rosberg eindigde met een beschadigde auto alsnog als vierde. Daniel Ricciardo werd vijfde nadat hij enkele ronden voor het einde van de race de als zesde geëindigde Jenson Button inhaalde. De zevende plaats ging naar Haas-coureur Romain Grosjean, terwijl Carlos Sainz jr. de achtste plaats behaalde. De laatste punten gingen naar Valtteri Bottas en MRT-coureur Pascal Wehrlein, die zowel zijn eerste WK-punt als dat van zijn team behaalde.
Rosberg kreeg na afloop van de race -vanwege het veroorzaken van een ongeval- tien seconden tijdstraf, maar dit veranderde niets aan de uitslag van de race. Ook kreeg hij een reprimande en twee strafpunten op zijn superlicentie.

### Race-uitslag
| Pos. | No. | Coureur           | Constructeur         | Rondes | Tijd/Oorzaak uitval | Grid | Punten |
| ---- | --- | ----------------- | -------------------- | ------ | ------------------- | ---- | ------ |
| 1    | 44  | Lewis Hamilton    | Mercedes             | 71     | 1:27:38.107         | 1    | 25     |
| 2    | 33  | Max Verstappen    | Red Bull-TAG Heuer   | 71     | +5.719              | 8    | 18     |
| 3    | 7   | Kimi Räikkönen    | Ferrari              | 71     | +6.024              | 4    | 15     |
| 4    | 6   | Nico Rosberg      | Mercedes             | 71     | +26.710             | 6    | 12     |
| 5    | 3   | Daniel Ricciardo  | Red Bull-TAG Heuer   | 71     | +30.891             | 5    | 10     |
| 6    | 22  | Jenson Button     | McLaren-Honda        | 71     | +37.706             | 3    | 8      |
| 7    | 8   | Romain Grosjean   | Haas-Ferrari         | 71     | +44.668             | 13   | 6      |
| 8    | 55  | Carlos Sainz jr.  | Toro Rosso-Ferrari   | 71     | +47.400             | 15   | 4      |
| 9    | 77  | Valtteri Bottas   | Williams-Mercedes    | 70     | +1 ronde            | 7    | 2      |
| 10   | 94  | Pascal Wehrlein   | MRT-Mercedes         | 70     | +1 ronde            | 12   | 1      |
| 11   | 21  | Esteban Gutiérrez | Haas-Ferrari         | 70     | +1 ronde            | 11   |        |
| 12   | 30  | Jolyon Palmer     | Renault              | 70     | +1 ronde            | 19   |        |
| 13   | 12  | Felipe Nasr       | Sauber-Ferrari       | 70     | +1 ronde            | Pit  |        |
| 14   | 20  | Kevin Magnussen   | Renault              | 70     | +1 ronde            | 17   |        |
| 15   | 9   | Marcus Ericsson   | Sauber-Ferrari       | 70     | +1 ronde            | 18   |        |
| 16   | 88  | Rio Haryanto      | MRT-Mercedes         | 70     | +1 ronde            | 20   |        |
| 17   | 11  | Sergio Pérez      | Force India-Mercedes | 69     | Remmen              | 16   |        |
| 18   | 14  | Fernando Alonso   | McLaren-Honda        | 64     | Batterij            | 14   |        |
| 19   | 27  | Nico Hülkenberg   | Force India-Mercedes | 64     | Remmen              | 2    |        |
| 20   | 19  | Felipe Massa      | Williams-Mercedes    | 63     | Remmen              | Pit  |        |
| DNF  | 5   | Sebastian Vettel  | Ferrari              | 26     | Band                | 9    |        |
| DNF  | 26  | Daniil Kvjat      | Toro Rosso-Ferrari   | 2      | Mechanisch          | Pit  |        |

## Tussenstanden wereldkampioenschap
Betreft tussenstanden voor het wereldkampioenschap na afloop van de race.

### Coureurs
| Positie | No. | Coureur          | Team                 | Punten |
| ------- | --- | ---------------- | -------------------- | ------ |
| 01      | 6   | Nico Rosberg     | Mercedes             | 153    |
| 02      | 44  | Lewis Hamilton   | Mercedes             | 142    |
| 03      | 5   | Sebastian Vettel | Ferrari              | 96     |
| 04      | 7   | Kimi Räikkönen   | Ferrari              | 96     |
| 05      | 3   | Daniel Ricciardo | Red Bull-TAG Heuer   | 88     |
| 06      | 33  | Max Verstappen   | Red Bull-TAG Heuer   | 72     |
| 07      | 77  | Valtteri Bottas  | Williams-Mercedes    | 54     |
| 08      | 11  | Sergio Pérez     | Force India-Mercedes | 39     |
| 09      | 19  | Felipe Massa     | Williams-Mercedes    | 38     |
| 10      | 8   | Romain Grosjean  | Haas-Ferrari         | 28     |

### Constructeurs
| Positie | Team                 | Punten |
| ------- | -------------------- | ------ |
| 01      | Mercedes             | 295    |
| 02      | Ferrari              | 192    |
| 03      | Red Bull-TAG Heuer   | 168    |
| 04      | Williams-Mercedes    | 92     |
| 05      | Force India-Mercedes | 59     |
| 06      | Toro Rosso-Ferrari   | 36     |
| 07      | McLaren-Honda        | 32     |
| 08      | Haas-Ferrari         | 28     |
| 09      | Renault              | 6      |
| 10      | MRT-Mercedes         | 1      |